# 1483
Portal Geschichte | Portal Biografien | Aktuelle Ereignisse | Jahreskalender | Tagesartikel

◄ |
14. Jahrhundert |
15. Jahrhundert
| 16. Jahrhundert | ►

◄ |
1450er |
1460er |
1470er |
1480er
| 1490er | 1500er | 1510er | ►

◄◄ |
◄ |
1479 |
1480 |
1481 |
1482 |
1483
| 1484 | 1485 | 1486 | 1487 | ► | ►►
Staatsoberhäupter  · Nekrolog
| Januar | Januar | Januar | Januar | Januar | Januar | Januar | Januar |
| Kw     | Mo     | Di     | Mi     | Do     | Fr     | Sa     | So     |
| 1      |        |        | 1      | 2      | 3      | 4      | 5      |
| 2      | 6      | 7      | 8      | 9      | 10     | 11     | 12     |
| 3      | 13     | 14     | 15     | 16     | 17     | 18     | 19     |
| 4      | 20     | 21     | 22     | 23     | 24     | 25     | 26     |
| 5      | 27     | 28     | 29     | 30     | 31     |        |        |
| ------ | ------ | ------ | ------ | ------ | ------ | ------ | ------ |

| Februar | Februar | Februar | Februar | Februar | Februar | Februar | Februar |
| Kw      | Mo      | Di      | Mi      | Do      | Fr      | Sa      | So      |
| 5       |         |         |         |         |         | 1       | 2       |
| 6       | 3       | 4       | 5       | 6       | 7       | 8       | 9       |
| 7       | 10      | 11      | 12      | 13      | 14      | 15      | 16      |
| 8       | 17      | 18      | 19      | 20      | 21      | 22      | 23      |
| 9       | 24      | 25      | 26      | 27      | 28      |         |         |
| ------- | ------- | ------- | ------- | ------- | ------- | ------- | ------- |

| März | März | März | März | März | März | März | März |
| Kw   | Mo   | Di   | Mi   | Do   | Fr   | Sa   | So   |
| 9    |      |      |      |      |      | 1    | 2    |
| 10   | 3    | 4    | 5    | 6    | 7    | 8    | 9    |
| 11   | 10   | 11   | 12   | 13   | 14   | 15   | 16   |
| 12   | 17   | 18   | 19   | 20   | 21   | 22   | 23   |
| 13   | 24   | 25   | 26   | 27   | 28   | 29   | 30   |
| 14   | 31   |      |      |      |      |      |      |
| ---- | ---- | ---- | ---- | ---- | ---- | ---- | ---- |

| April | April | April | April | April | April | April | April |
| Kw    | Mo    | Di    | Mi    | Do    | Fr    | Sa    | So    |
| 14    |       | 1     | 2     | 3     | 4     | 5     | 6     |
| 15    | 7     | 8     | 9     | 10    | 11    | 12    | 13    |
| 16    | 14    | 15    | 16    | 17    | 18    | 19    | 20    |
| 17    | 21    | 22    | 23    | 24    | 25    | 26    | 27    |
| 18    | 28    | 29    | 30    |       |       |       |       |
| ----- | ----- | ----- | ----- | ----- | ----- | ----- | ----- |

| Mai | Mai | Mai | Mai | Mai | Mai | Mai | Mai |
| Kw  | Mo  | Di  | Mi  | Do  | Fr  | Sa  | So  |
| 18  |     |     |     | 1   | 2   | 3   | 4   |
| 19  | 5   | 6   | 7   | 8   | 9   | 10  | 11  |
| 20  | 12  | 13  | 14  | 15  | 16  | 17  | 18  |
| 21  | 19  | 20  | 21  | 22  | 23  | 24  | 25  |
| 22  | 26  | 27  | 28  | 29  | 30  | 31  |     |
| --- | --- | --- | --- | --- | --- | --- | --- |

| Juni | Juni | Juni | Juni | Juni | Juni | Juni | Juni |
| Kw   | Mo   | Di   | Mi   | Do   | Fr   | Sa   | So   |
| 22   |      |      |      |      |      |      | 1    |
| 23   | 2    | 3    | 4    | 5    | 6    | 7    | 8    |
| 24   | 9    | 10   | 11   | 12   | 13   | 14   | 15   |
| 25   | 16   | 17   | 18   | 19   | 20   | 21   | 22   |
| 26   | 23   | 24   | 25   | 26   | 27   | 28   | 29   |
| 27   | 30   |      |      |      |      |      |      |
| ---- | ---- | ---- | ---- | ---- | ---- | ---- | ---- |

| Juli | Juli | Juli | Juli | Juli | Juli | Juli | Juli |
| Kw   | Mo   | Di   | Mi   | Do   | Fr   | Sa   | So   |
| 27   |      | 1    | 2    | 3    | 4    | 5    | 6    |
| 28   | 7    | 8    | 9    | 10   | 11   | 12   | 13   |
| 29   | 14   | 15   | 16   | 17   | 18   | 19   | 20   |
| 30   | 21   | 22   | 23   | 24   | 25   | 26   | 27   |
| 31   | 28   | 29   | 30   | 31   |      |      |      |
| ---- | ---- | ---- | ---- | ---- | ---- | ---- | ---- |

| August | August | August | August | August | August | August | August |
| Kw     | Mo     | Di     | Mi     | Do     | Fr     | Sa     | So     |
| 31     |        |        |        |        | 1      | 2      | 3      |
| 32     | 4      | 5      | 6      | 7      | 8      | 9      | 10     |
| 33     | 11     | 12     | 13     | 14     | 15     | 16     | 17     |
| 34     | 18     | 19     | 20     | 21     | 22     | 23     | 24     |
| 35     | 25     | 26     | 27     | 28     | 29     | 30     | 31     |
| ------ | ------ | ------ | ------ | ------ | ------ | ------ | ------ |

| September | September | September | September | September | September | September | September |
| Kw        | Mo        | Di        | Mi        | Do        | Fr        | Sa        | So        |
| 36        | 1         | 2         | 3         | 4         | 5         | 6         | 7         |
| 37        | 8         | 9         | 10        | 11        | 12        | 13        | 14        |
| 38        | 15        | 16        | 17        | 18        | 19        | 20        | 21        |
| 39        | 22        | 23        | 24        | 25        | 26        | 27        | 28        |
| 40        | 29        | 30        |           |           |           |           |           |
| --------- | --------- | --------- | --------- | --------- | --------- | --------- | --------- |

| Oktober | Oktober | Oktober | Oktober | Oktober | Oktober | Oktober | Oktober |
| Kw      | Mo      | Di      | Mi      | Do      | Fr      | Sa      | So      |
| 40      |         |         | 1       | 2       | 3       | 4       | 5       |
| 41      | 6       | 7       | 8       | 9       | 10      | 11      | 12      |
| 42      | 13      | 14      | 15      | 16      | 17      | 18      | 19      |
| 43      | 20      | 21      | 22      | 23      | 24      | 25      | 26      |
| 44      | 27      | 28      | 29      | 30      | 31      |         |         |
| ------- | ------- | ------- | ------- | ------- | ------- | ------- | ------- |

| November | November | November | November | November | November | November | November |
| Kw       | Mo       | Di       | Mi       | Do       | Fr       | Sa       | So       |
| 44       |          |          |          |          |          | 1        | 2        |
| 45       | 3        | 4        | 5        | 6        | 7        | 8        | 9        |
| 46       | 10       | 11       | 12       | 13       | 14       | 15       | 16       |
| 47       | 17       | 18       | 19       | 20       | 21       | 22       | 23       |
| 48       | 24       | 25       | 26       | 27       | 28       | 29       | 30       |
| -------- | -------- | -------- | -------- | -------- | -------- | -------- | -------- |

| Dezember | Dezember | Dezember | Dezember | Dezember | Dezember | Dezember | Dezember |
| Kw       | Mo       | Di       | Mi       | Do       | Fr       | Sa       | So       |
| 49       | 1        | 2        | 3        | 4        | 5        | 6        | 7        |
| 50       | 8        | 9        | 10       | 11       | 12       | 13       | 14       |
| 51       | 15       | 16       | 17       | 18       | 19       | 20       | 21       |
| 52       | 22       | 23       | 24       | 25       | 26       | 27       | 28       |
| 1        | 29       | 30       | 31       |          |          |          |          |
| -------- | -------- | -------- | -------- | -------- | -------- | -------- | -------- |

| Januar | Januar | Januar | Januar | Januar | Januar | Januar | Januar |
| Kw     | Mo     | Di     | Mi     | Do     | Fr     | Sa     | So     |
| 1      |        |        | 1      | 2      | 3      | 4      | 5      |
| 2      | 6      | 7      | 8      | 9      | 10     | 11     | 12     |
| 3      | 13     | 14     | 15     | 16     | 17     | 18     | 19     |
| 4      | 20     | 21     | 22     | 23     | 24     | 25     | 26     |
| 5      | 27     | 28     | 29     | 30     | 31     |        |        |
| ------ | ------ | ------ | ------ | ------ | ------ | ------ | ------ |

| Februar | Februar | Februar | Februar | Februar | Februar | Februar | Februar |
| Kw      | Mo      | Di      | Mi      | Do      | Fr      | Sa      | So      |
| 5       |         |         |         |         |         | 1       | 2       |
| 6       | 3       | 4       | 5       | 6       | 7       | 8       | 9       |
| 7       | 10      | 11      | 12      | 13      | 14      | 15      | 16      |
| 8       | 17      | 18      | 19      | 20      | 21      | 22      | 23      |
| 9       | 24      | 25      | 26      | 27      | 28      |         |         |
| ------- | ------- | ------- | ------- | ------- | ------- | ------- | ------- |

| März | März | März | März | März | März | März | März |
| Kw   | Mo   | Di   | Mi   | Do   | Fr   | Sa   | So   |
| 9    |      |      |      |      |      | 1    | 2    |
| 10   | 3    | 4    | 5    | 6    | 7    | 8    | 9    |
| 11   | 10   | 11   | 12   | 13   | 14   | 15   | 16   |
| 12   | 17   | 18   | 19   | 20   | 21   | 22   | 23   |
| 13   | 24   | 25   | 26   | 27   | 28   | 29   | 30   |
| 14   | 31   |      |      |      |      |      |      |
| ---- | ---- | ---- | ---- | ---- | ---- | ---- | ---- |

| April | April | April | April | April | April | April | April |
| Kw    | Mo    | Di    | Mi    | Do    | Fr    | Sa    | So    |
| 14    |       | 1     | 2     | 3     | 4     | 5     | 6     |
| 15    | 7     | 8     | 9     | 10    | 11    | 12    | 13    |
| 16    | 14    | 15    | 16    | 17    | 18    | 19    | 20    |
| 17    | 21    | 22    | 23    | 24    | 25    | 26    | 27    |
| 18    | 28    | 29    | 30    |       |       |       |       |
| ----- | ----- | ----- | ----- | ----- | ----- | ----- | ----- |

| Mai | Mai | Mai | Mai | Mai | Mai | Mai | Mai |
| Kw  | Mo  | Di  | Mi  | Do  | Fr  | Sa  | So  |
| 18  |     |     |     | 1   | 2   | 3   | 4   |
| 19  | 5   | 6   | 7   | 8   | 9   | 10  | 11  |
| 20  | 12  | 13  | 14  | 15  | 16  | 17  | 18  |
| 21  | 19  | 20  | 21  | 22  | 23  | 24  | 25  |
| 22  | 26  | 27  | 28  | 29  | 30  | 31  |     |
| --- | --- | --- | --- | --- | --- | --- | --- |

| Juni | Juni | Juni | Juni | Juni | Juni | Juni | Juni |
| Kw   | Mo   | Di   | Mi   | Do   | Fr   | Sa   | So   |
| 22   |      |      |      |      |      |      | 1    |
| 23   | 2    | 3    | 4    | 5    | 6    | 7    | 8    |
| 24   | 9    | 10   | 11   | 12   | 13   | 14   | 15   |
| 25   | 16   | 17   | 18   | 19   | 20   | 21   | 22   |
| 26   | 23   | 24   | 25   | 26   | 27   | 28   | 29   |
| 27   | 30   |      |      |      |      |      |      |
| ---- | ---- | ---- | ---- | ---- | ---- | ---- | ---- |

| Juli | Juli | Juli | Juli | Juli | Juli | Juli | Juli |
| Kw   | Mo   | Di   | Mi   | Do   | Fr   | Sa   | So   |
| 27   |      | 1    | 2    | 3    | 4    | 5    | 6    |
| 28   | 7    | 8    | 9    | 10   | 11   | 12   | 13   |
| 29   | 14   | 15   | 16   | 17   | 18   | 19   | 20   |
| 30   | 21   | 22   | 23   | 24   | 25   | 26   | 27   |
| 31   | 28   | 29   | 30   | 31   |      |      |      |
| ---- | ---- | ---- | ---- | ---- | ---- | ---- | ---- |

| August | August | August | August | August | August | August | August |
| Kw     | Mo     | Di     | Mi     | Do     | Fr     | Sa     | So     |
| 31     |        |        |        |        | 1      | 2      | 3      |
| 32     | 4      | 5      | 6      | 7      | 8      | 9      | 10     |
| 33     | 11     | 12     | 13     | 14     | 15     | 16     | 17     |
| 34     | 18     | 19     | 20     | 21     | 22     | 23     | 24     |
| 35     | 25     | 26     | 27     | 28     | 29     | 30     | 31     |
| ------ | ------ | ------ | ------ | ------ | ------ | ------ | ------ |

| September | September | September | September | September | September | September | September |
| Kw        | Mo        | Di        | Mi        | Do        | Fr        | Sa        | So        |
| 36        | 1         | 2         | 3         | 4         | 5         | 6         | 7         |
| 37        | 8         | 9         | 10        | 11        | 12        | 13        | 14        |
| 38        | 15        | 16        | 17        | 18        | 19        | 20        | 21        |
| 39        | 22        | 23        | 24        | 25        | 26        | 27        | 28        |
| 40        | 29        | 30        |           |           |           |           |           |
| --------- | --------- | --------- | --------- | --------- | --------- | --------- | --------- |

| Oktober | Oktober | Oktober | Oktober | Oktober | Oktober | Oktober | Oktober |
| Kw      | Mo      | Di      | Mi      | Do      | Fr      | Sa      | So      |
| 40      |         |         | 1       | 2       | 3       | 4       | 5       |
| 41      | 6       | 7       | 8       | 9       | 10      | 11      | 12      |
| 42      | 13      | 14      | 15      | 16      | 17      | 18      | 19      |
| 43      | 20      | 21      | 22      | 23      | 24      | 25      | 26      |
| 44      | 27      | 28      | 29      | 30      | 31      |         |         |
| ------- | ------- | ------- | ------- | ------- | ------- | ------- | ------- |

| November | November | November | November | November | November | November | November |
| Kw       | Mo       | Di       | Mi       | Do       | Fr       | Sa       | So       |
| 44       |          |          |          |          |          | 1        | 2        |
| 45       | 3        | 4        | 5        | 6        | 7        | 8        | 9        |
| 46       | 10       | 11       | 12       | 13       | 14       | 15       | 16       |
| 47       | 17       | 18       | 19       | 20       | 21       | 22       | 23       |
| 48       | 24       | 25       | 26       | 27       | 28       | 29       | 30       |
| -------- | -------- | -------- | -------- | -------- | -------- | -------- | -------- |

| Dezember | Dezember | Dezember | Dezember | Dezember | Dezember | Dezember | Dezember |
| Kw       | Mo       | Di       | Mi       | Do       | Fr       | Sa       | So       |
| 49       | 1        | 2        | 3        | 4        | 5        | 6        | 7        |
| 50       | 8        | 9        | 10       | 11       | 12       | 13       | 14       |
| 51       | 15       | 16       | 17       | 18       | 19       | 20       | 21       |
| 52       | 22       | 23       | 24       | 25       | 26       | 27       | 28       |
| 1        | 29       | 30       | 31       |          |          |          |          |
| -------- | -------- | -------- | -------- | -------- | -------- | -------- | -------- |

## Ereignisse

### Politik und Weltgeschehen

#### Rosenkriege in England

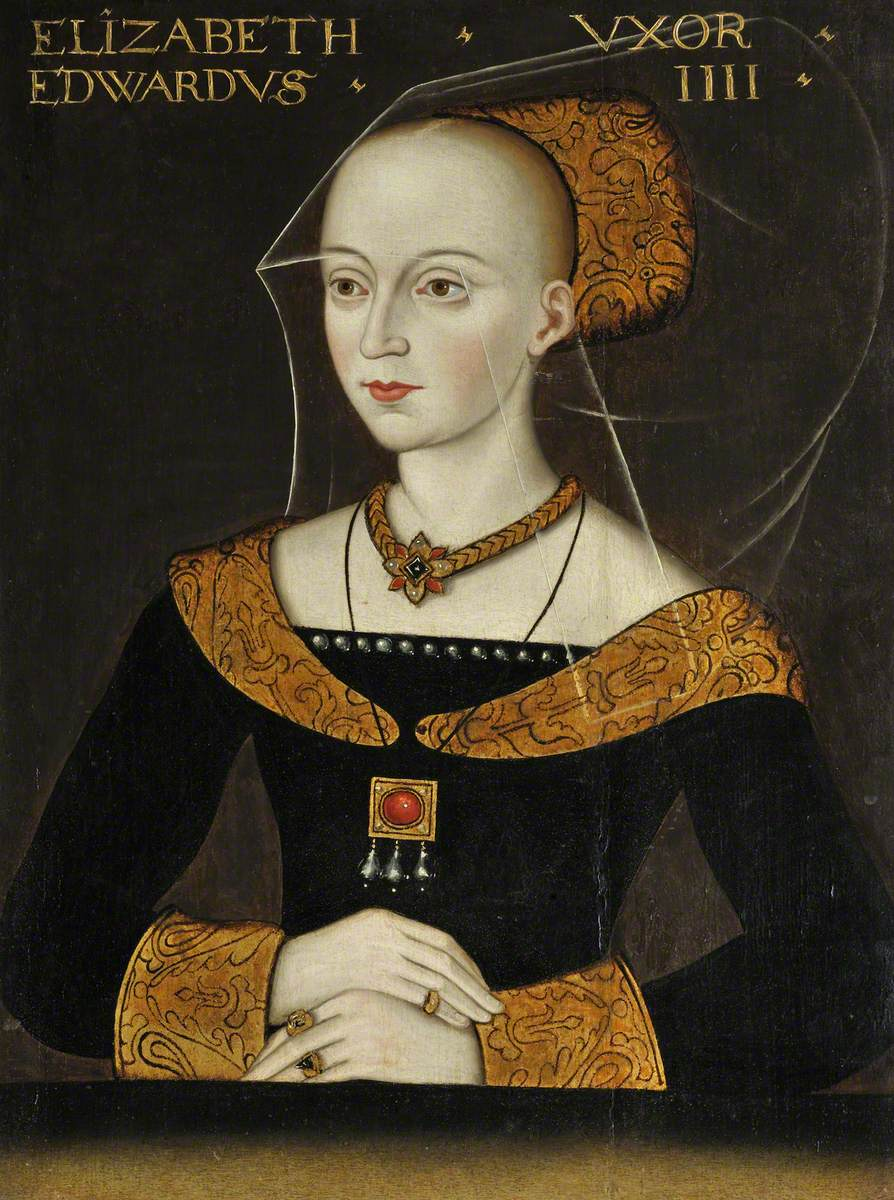
Elizabeth Woodville

Am 9. April stirbt überraschend nach nur einwöchiger Krankheit der englische König Edward IV. Das Königreich hinterlässt er seinem ältesten Sohn, dem zwölfjährigen Eduard V. Zum Vormund, auch für Eduards neunjährigen Bruder Richard of Shrewsbury, 1. Duke of York, bestimmt er seinen Bruder Richard, Duke of Gloucester. Gemeinsam mit dem Privy Council soll Richard während der Minderjährigkeit des Thronerben auch das Land regieren. Im Privy Council versuchen jedoch zwei streitende Parteien, die Richards und die der Königinwitwe Elizabeth Woodville, möglichst viele Verbündete zu gewinnen, um die Kontrolle über den unmündigen Thronfolger, den Staatsschatz und die Flotte zu erlangen. Ende April befindet sich Elizabeth Woodville im Besitz von Staatsschatz und Flotte, während Richard den reichen und militärisch starken Lordkanzler William Hastings, 1. Baron Hastings, sowie Henry Stafford, den Duke of Buckingham, beide Mitglieder des Thronrats, auf seine Seite hatte ziehen können. Er trifft mit dem jungen König in Stony Stratford nahe Nottingham zusammen und informiert seinen Neffen, dass seine Mutter offensichtlich den letzten Willen Edwards IV. missachtet hat. Darauf begibt sich Edward, ob gezwungen oder freiwillig, in Richards Obhut. Sein bisheriger Hofstaat wird gefangengesetzt. Elisabeth begibt sich daraufhin mit ihren Töchtern in die Abtei von Westminster, wo ihnen Asyl gewährt wird. Ihr Bruder verlässt mit der Flotte das Land. Der übrige Thronrat billigt Richards Schritt, der mit seinem Neffen am 4. Mai in London einzieht.
Unter dem Vorwurf einer Verschwörung wird Richards bisheriger Verbündeter William Hastings, 1. Baron Hastings, am 13. Juni verurteilt und hingerichtet. In diesem Zusammenhang wird wenige Tage später auch Anthony Woodville, 2. Earl Rivers, der Bruder Elizabeth Woodvilles, hingerichtet.

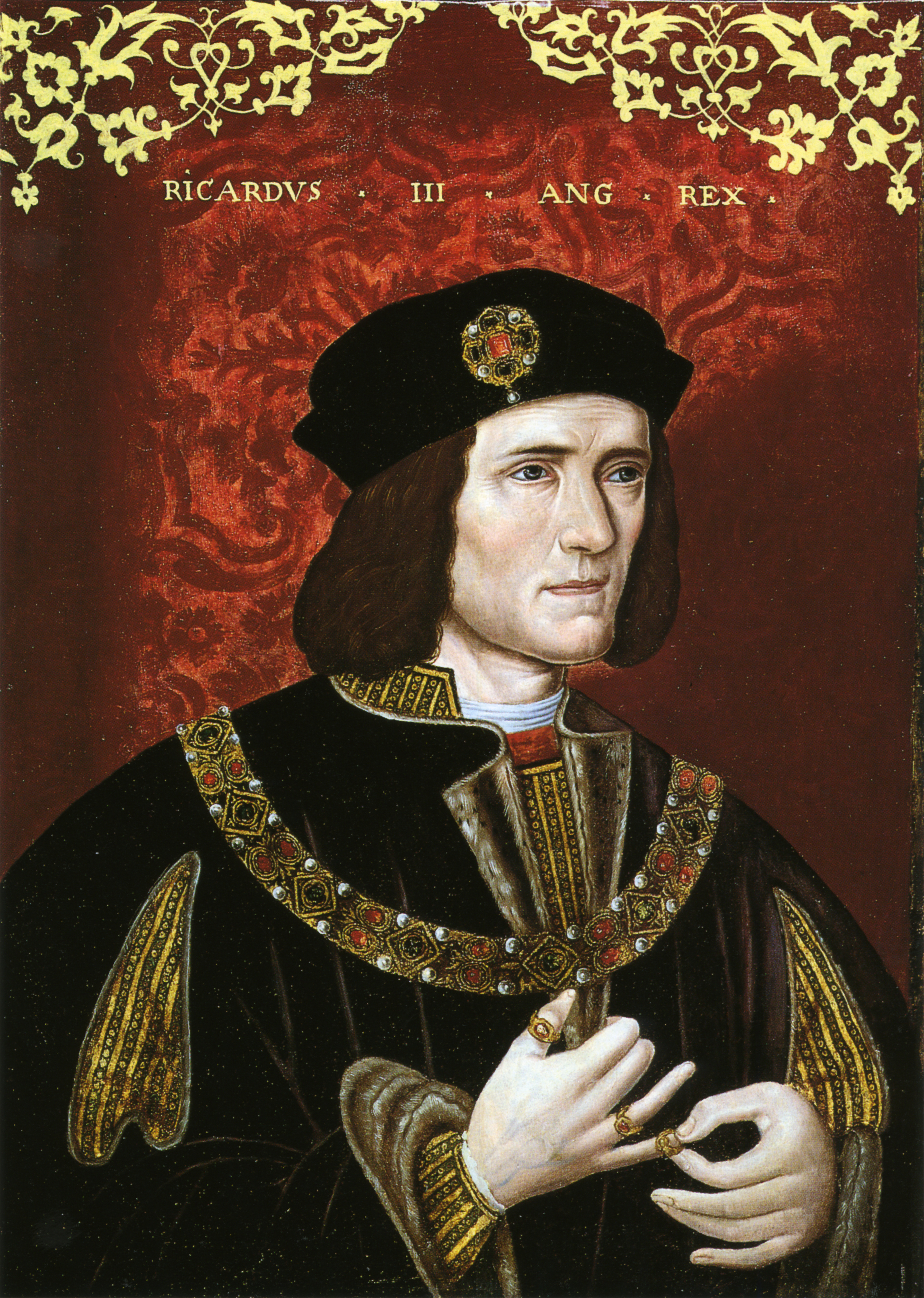
König Richard III

Richard III. usurpiert am 26. Juni den Königsthron Englands, nachdem ihn am Tag zuvor das englische Parlament zum rechtmäßigen Thronfolger erklärt hat. Er setzt seinen Neffen Eduard V. ab und verbringt ihn mit seinem jüngeren Bruder in den Tower, wo die beiden später unter bis heute nicht eindeutig geklärten Umständen umkommen.
Am 2. November wird auch Henry Stafford, 2. Duke of Buckingham als Verräter hingerichtet. Möglicherweise hat er Kontakt mit Heinrich Tudor aufgenommen, um ihn zu einer Thronübernahme zu überreden.

#### Frankreich

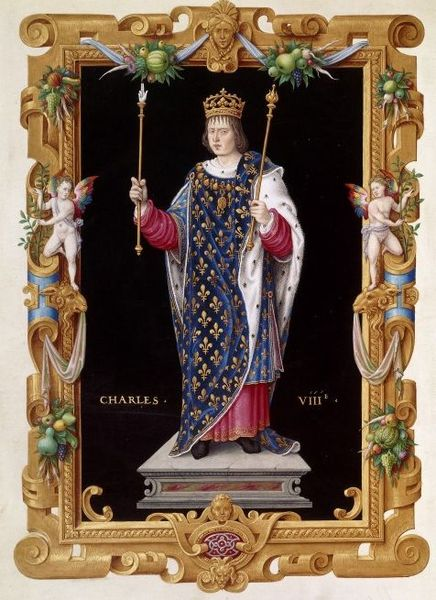
Der junge Karl VIII.

- 22. Juli: Der 13-jährige Dauphin Charles wird von seinem Vater Ludwig XI. mit der dreijährigen Margarete aus dem Hause Habsburg symbolisch verheiratet. Diese Ehe ist Teil des im Vorjahr geschlossenen Friedens von Arras.
- 30. August: Ludwig XI. stirbt an einem Schlaganfall. Sein Sohn wird als Karl VIII. der siebte König von Frankreich aus dem Haus Valois, worauf sogleich ein heftiger Streit zwischen seiner Schwester Anna von Beaujeu und Louis d’Orléans um Vormundschaft und Regentschaft entbrennt.

#### Königreich Kastilien/Emirat von Granada
Im März marschiert ein kastilisches Heer in Richtung Málaga. Durch den Einsatz von Bogenschützen und leichter Reiterverbände können die Verteidiger des Emirats von Granada unter der Führung von Abu l-Hasan Ali und seinem Bruder Muhammad al-Zagal die Angreifer zurückdrängen.
Um sich im Kampf gegen die Christen zu profilieren, bricht auch Abu l-Hasan Alis Sohn und Thronkonkurrent Muhammad XII. an der Spitze eines aus 9.000 Mann Infanterie und 700 Reitern bestehenden Truppenverbandes auf, um die weit in kastilischem Gebiet liegende Stadt Lucena anzugreifen. Lucena kann dem Angriff aber standhalten. Auf ihrem Rückzug in Richtung Loja geraten Muhammad XII. selbst und 5.000 seiner Kämpfer in Gefangenschaft.
Um zu vermeiden, dass das Emirat wieder ohne interne Streitigkeiten unter der alleinigen Herrschaft von Abu l-Hasan Ali vereint würde, schließen die Katholischen Könige allerdings kurz darauf mit Muhammad XII. ein zweijähriges Friedensabkommen. Er verpflichtet sich darin, ein Lösegeld zu zahlen und die Katholischen Könige als seine Lehensherren anzuerkennen. Muhammad wird Anfang September freigelassen. Er residiert zunächst in Guadix, von wo aus er seine Rückkehr in die Hauptstadt vorbereitet. Die Stadt Granada wird daraufhin zum Schauplatz eines Bürgerkrieges.

#### Kanarische Inseln
- 29. April: Die Insel Gran Canaria wird nach Aufgabe des letzten Widerstands aus den Reihen der Guanchen vom Königreich Kastilien beherrscht. Die Ureinwohner werden versklavt.

#### Portugal und seine Kolonien
- Der portugiesische Seefahrer Diogo Cão landet als erster Europäer in der Region des heutigen Angola. Er errichtet einen Padrão und erklärt das Gebiet zur portugiesischen Kolonie.
- Christoph Kolumbus versucht Portugal für eine Suche nach einem Seeweg nach Indien zu gewinnen, was von König Johann II. abgelehnt wird.

### Wirtschaft
Während der Belagerung der spanischen Festung Alhama durch die Mauren werden wegen des akuten Münzmangels sogenannte Belagerungsscheine ausgegeben, das erste europäische Papiergeld.

### Kultur
- 20. Dezember: Johann Snell druckt das erste Buch in Schweden, die Fabelsammlung Dialogus creaturarum.
- Auf einer Mission in die Terraferma beginnt der 18-jährige Venezianer Marino Sanudo mit dem Führen seines Reisetagebuchs.

### Gesellschaft

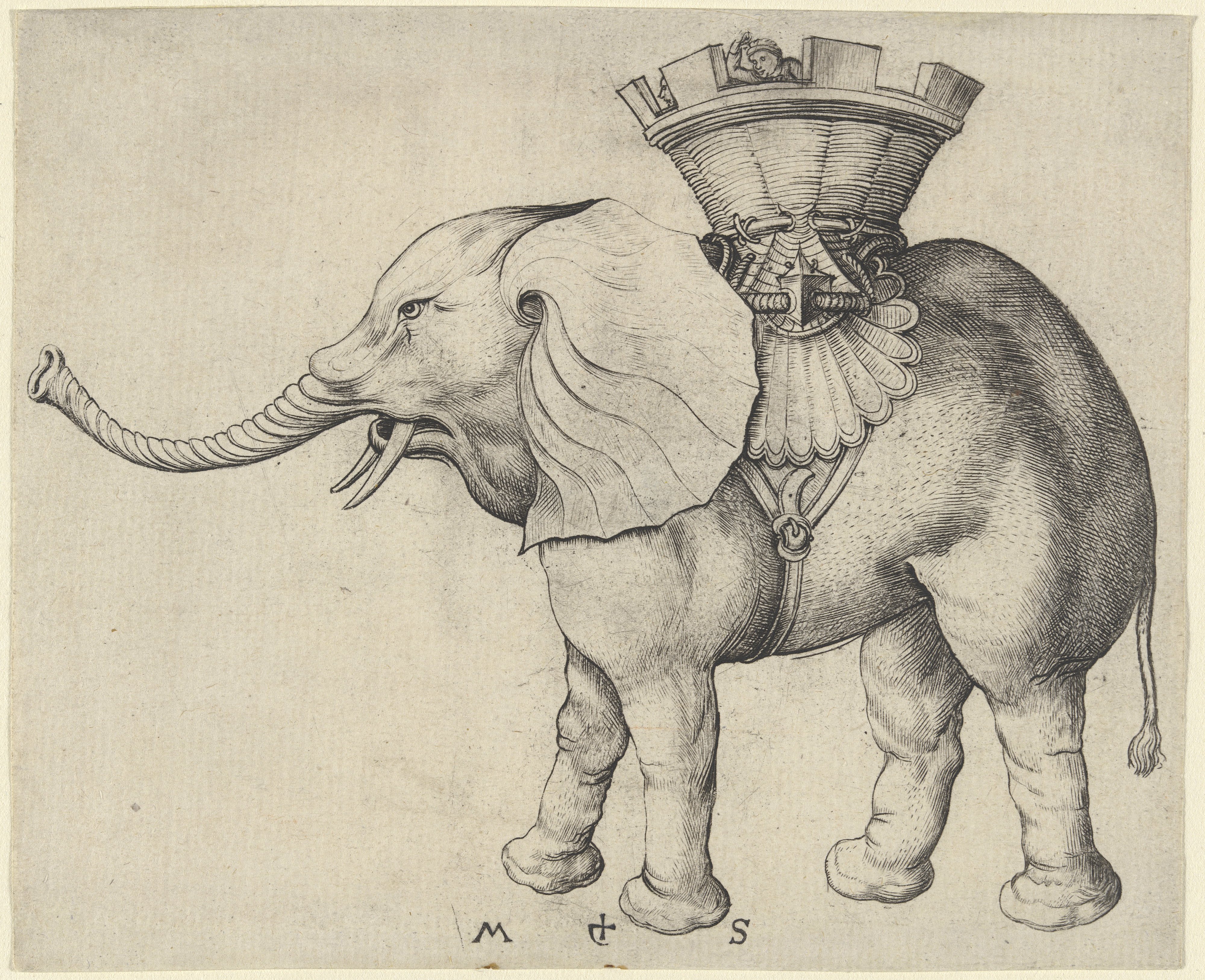
Martin Schongauer: Elefant, Kupferstich, um 1485

- Schongauers Elefant kommt als diplomatisches Geschenk Johanns II. von Portugal an Kaiser Friedrich III. nach Deutschland. Er ist seit Abul Abbas, Elefant Karls des Großen, nach etwa 700 Jahren der erste Elefant auf deutschsprachigem Gebiet. Vermutlich von Portugal nach Holland verschifft, erreicht der Elefant zunächst Köln und dann Frankfurt am Main. In Frankfurt wird er in der Gallusgasse ausgestellt und in Lebensgröße auf die Wand eines nahegelegenen Hauses gemalt.
- Johannes Burckard wird Zeremonienmeister an der römischen Kurie und beginnt mit der Aufzeichnung des Liber notarum.

## Geboren

### Geburtsdatum gesichert
- 8. Januar: Wenzeslaus Linck, deutscher lutherischer Theologe und Reformator († 1547)
- 12. Januar: Heinrich III. von Nassau, Graf von Nassau und Herr von Breda († 1538)
- 4. Februar: Ridolfo Ghirlandaio, italienischer Maler († 1561)
- 14. Februar: Babur, Begründer und Herrscher des Mogulreichs in Indien († 1530)
- 6. März: Francesco Guicciardini, Florentiner Politiker und Historiker († 1540)

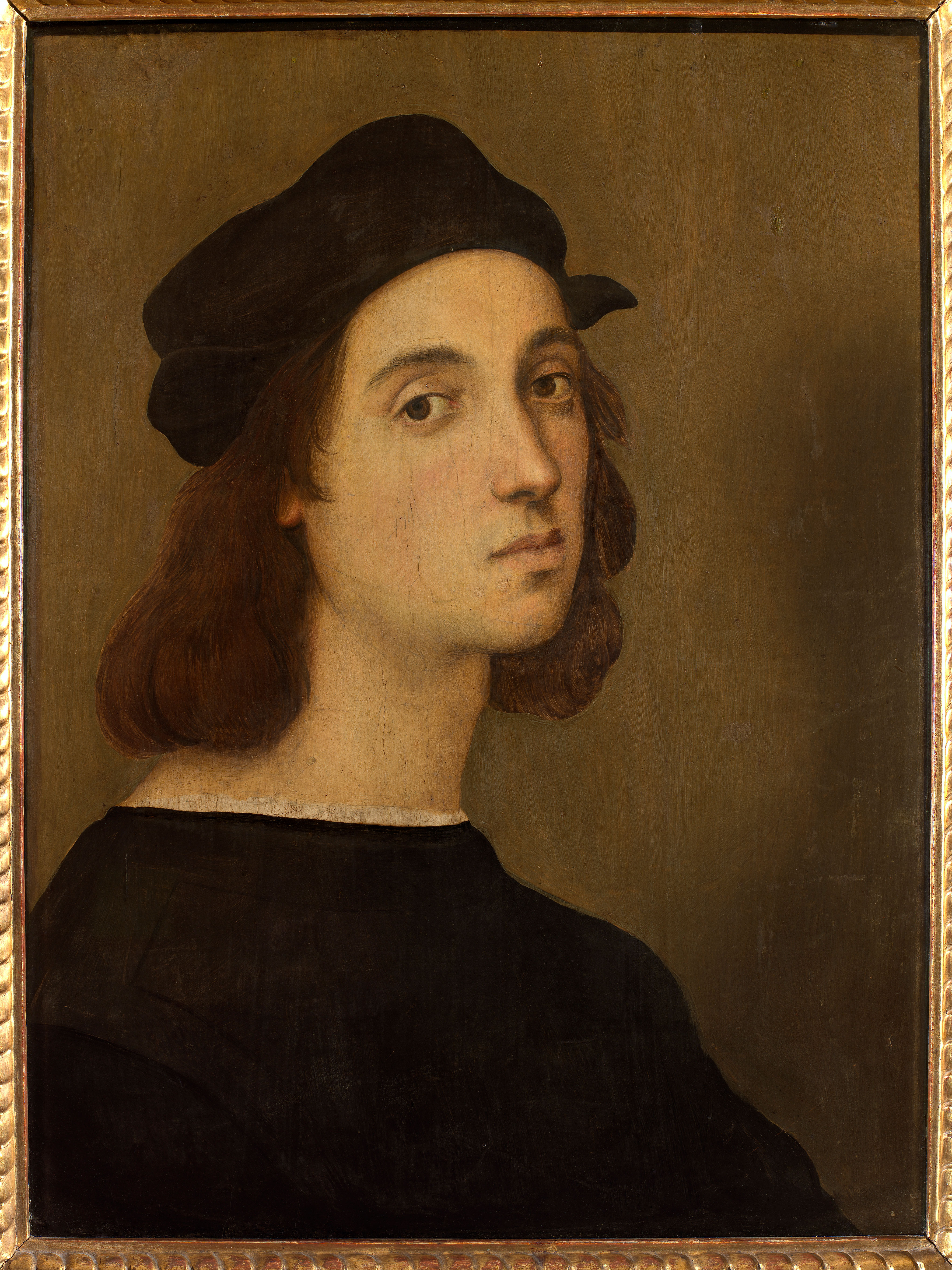
Raffael

- wahrsch. 6. April: Raffael (Raffaelo Santi), italienischer Maler und Baumeister († 1520)
- 19. April: Paolo Giovio, italienischer Schriftsteller († 1552)
- 3. September: Erich II., Herzog zu Mecklenburg († 1508)
- 10. Oktober: Dmitri Iwanowitsch der Enkel, russischer Großfürst († 1509)
- 16. Oktober: Gasparo Contarini, italienischer Kardinal der römisch-katholischen Kirche († 1542)
- 27. Oktober: Hans Buchner, deutscher Organist und Komponist († 1538)

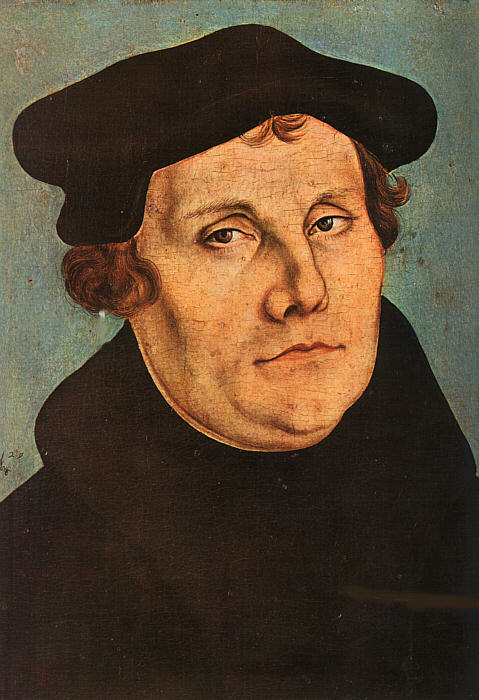
Martin Luther, 1529

- 10. November: Martin Luther, deutscher Reformator († 1546)
- 16. November: Elisabeth von der Pfalz, Landgräfin von Hessen-Marburg und Markgräfin von Baden († 1522)
- 3. Dezember: Nikolaus von Amsdorf, deutscher Reformator und Theologe zur Zeit Luthers († 1565)
- 10. Dezember: Tommaso Badia, italienischer Dominikaner und Kardinal der katholischen Kirche († 1547)

### Genaues Geburtsdatum unbekannt
- Laurentius Autenrieth, Abt des Benediktinerklosters Lorch bei Schwäbisch Gmünd († 1549)
- Chen Chun, chinesischer Maler der Ming-Zeit († 1544)
- Estêvão Gomes, portugiesischer Seefahrer und Entdecker in spanischen Diensten, Teilnehmer an Magellans Expedition, Meuterer († 1538)
- Jakob Gresel, deutscher Humanist und Kleriker († 1552)
- Vincens Lunge, dänischer und norwegischer Ratsherr († 1536)
- Johann Travers, Schweizer Jurist, Bündner Landeshauptmann, Heerführer, Wegbereiter und Mitbegründer der rätoromanischen Sprache im Engadin († 1563)

## Gestorben

### Erstes Halbjahr
- 13. Januar: Heinrich III., Landgraf von Oberhessen (* 1440)
- 15. Januar: Antonio Federighi, italienischer Architekt und Bildhauer (* um 1420)
- 19. Januar: Wilhelm von Egmond, flämischer Adeliger, Statthalter von Gelderland (* 1412)
- um 23. Januar: Elizabeth Ferrers, 6. Baroness Ferrers of Groby, englische Adelige (* um 1419)
- 30. Januar: Franz Phoebus, König von Navarra (* 1466)
- 23. März: Jolande, Herzogin von Lothringen und Bar sowie Titularkönigin von Jerusalem (* 1428)
- 5. April: Martin Römer, sächsischer Kaufmann (* 1432)

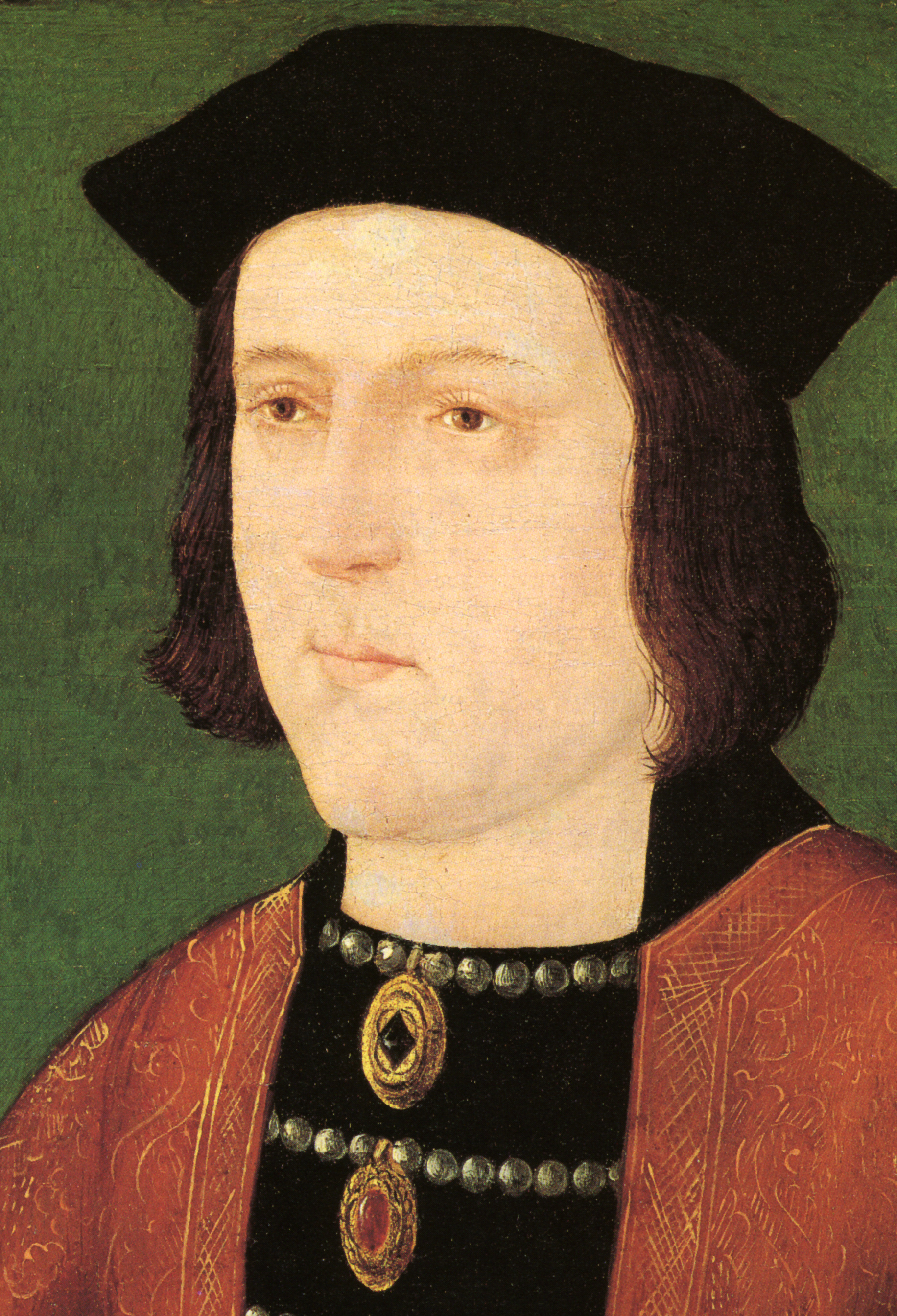
Edward IV. von England

- 9. April: Edward IV., König von England (* 1442)
- 24. April: Marguerite de Bourbon, französische Adelige (* 1438)
- vor dem 27. April: Albrecht VI., Herzog von Mecklenburg (* 1438)
- 6. Mai: Jeonghui, Königin der Joseon-Dynastie in Korea (* 1418)
- 13. Juni: William Hastings, 1. Baron Hastings, englischer Adeliger, hingerichtet (* um 1431)
- 21. Juni: Elisabeth von Burgund, Herzogin von Kleve (* 1439)
- 25. Juni: Richard Grey, englischer Adeliger (* um 1456)
- 25. Juni: Thomas Vaughan, walisischer Politiker, Höfling, Militär und Diplomat (* um 1410)
- 25. Juni: Anthony Woodville, 2. Earl Rivers, englischer Adeliger, hingerichtet (* um 1440)

### Zweites Halbjahr
- 16. Juli: Alvise Cadamosto, venezianischer Händler und Entdecker in portugiesischen Diensten (* um 1432)
- 5. August: Josse de Lalaing, burgundischer Adeliger, Statthalter von Holland und Seeland (* um 1442)
- 30. August: Ludwig XI., König von Frankreich (* 1423)
- 21. September: Friedrich Sesselmann, Bischof von Lebus sowie Kanzler und Regent im Kurfürstentum Brandenburg (* um 1410)
- 23. September: Johann Kolowrat, Administrator des Erzbistums Prag (* vor 1435)
- 21./22. Oktober: Francesco Gonzaga der Ältere, Bischof von Brixen und Mantua (* 1444)
- 31. Oktober: Johann zu Solms, Graf von Solms-Lich (* 1464)
- 2. November: Henry Stafford, 2. Duke of Buckingham, englischer Adeliger, hingerichtet (* 1455)
- 1. Dezember: Charlotte von Savoyen, als Ehefrau von Ludwig XI. Königin von Frankreich (* 1441)
- 20. Dezember: Stephan Grube, Erzbischof von Riga (* 1450)
- 31. Dezember: Gilles Joye, franko-flämischer Theologe, Dichter, Sänger und Komponist (* 1425)

### Genaues Todesdatum unbekannt
- Amadio da Milano, italienischer Goldschmied (* um 1420)
- Thüring von Ringoltingen, Schweizer Schriftsteller und Schultheiß von Bern (* um 1415)

### Gestorben um 1483

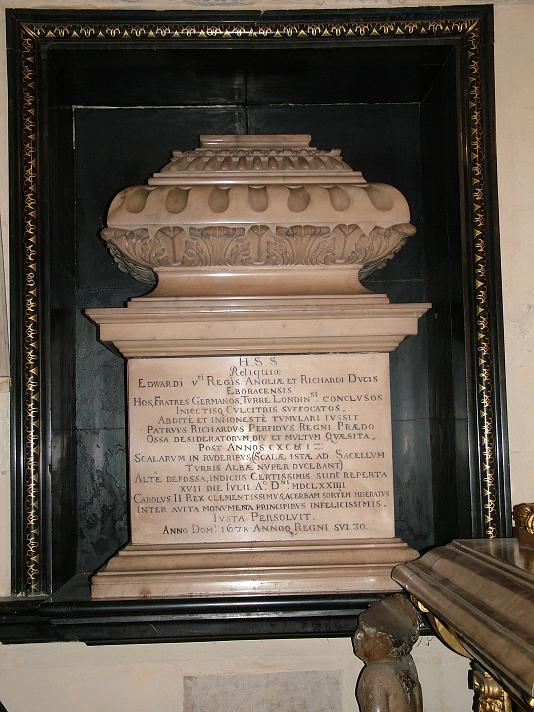
Grabstätte Edwards V. und seines Bruders in der Westminster Abbey

- wahrscheinlich 1483, nach dem 25. Juni: Edward V., König von England (* 1470)
- wahrscheinlich 1483, nach dem 25. Juni: Richard of Shrewsbury, 1. Duke of York, Prinz und jüngerer Bruder des Königs von England (* 1473)